# Ein junger Mann aus dem Innviertel
Ein junger Mann aus dem Innviertel ist ein Dokumentarspielfilm aus dem Jahr 1973. Regie führte Axel Corti nach einem Drehbuch von Georg Stefan Troller. Der Film behandelt Lebenslauf und Werdegang des jungen Adolf Hitler in der k.-u.-k.-Zeit bis zu Beginn des Ersten Weltkrieges 1914. In den Film sind Interviews mit damals noch lebenden Zeitzeugen des jungen Hitler integriert.
Der Film war Teil einer vom ZDF und ORF gemeinsam produzierten Fernsehreihe mit dem Titel Wie sie es wurden.

## Handlung
Der Film beginnt mit einer Herrenversammlung in einem fahrenden Zug. Gesprochen wird über Innenpolitik und das Wienerische. Dabei ist auch Adolf Hitler, der sich am Gespräch nicht beteiligt.
Der überstrenge, autoritäre Vater Alois drängt Adolf, eine Beamten-Laufbahn als Offizial einzuschlagen, doch Adolf schweigt zu alldem. Zudem schlägt Alois Adolf regelmäßig. In der Realschule zeigt sich Adolf begeistert im Unterricht über das Deutschtum in Österreich, die Judenfeindlichkeit und das Nibelungenlied. Beim Völkerball sortiert er seine Mannschaft nach Germanen und Nicht-Germanen.
Vater Alois sitzt im Wirtshaus und schildert am Stammtisch seinen Werdegang zum Oberoffizial. Dabei wird auch die Sache mit den Frauen von Alois zur Sprache gebracht, worauf er wütend reagiert und nach Hause geht. Alois stirbt später im Wirtshaus an einem Schlaganfall.
Als Adolf mit seinem Freund August Kubizek durch Linz spaziert, schildert Adolf ihm seine Pläne bezüglich der Umgestaltung der Stadt und kritisiert Baufehler, wobei Kubizek ihn nicht versteht. In der Landstraße versucht er immer, die von ihm insgeheim verehrte Stefanie anzusprechen, jedoch traut er sich nicht und versucht es mit einem Gedicht in Schriftform, das er „Hymnus an die Geliebte“ nennt. Doch es misslingt ihm, es ihr zu überreichen. Auch spricht ihn Wagners Oper Rienzi, deren Aufführung er sich ansieht, an, da er sich in der Figur widergespiegelt sieht.
Adolf reist nach Wien, um Kunst zu studieren. In der Akademie der bildenden Künste wird ihm mitgeteilt, dass sein Maltalent nicht ausreichend sei; danach stellt er dem Professor für Architektur seine Pläne vor. Dieser fordert das Maturazeugnis, das Adolf nicht besitzt.
Inzwischen ist Mutter Klara schwer erkrankt, wobei sie der jüdische Arzt Eduard Bloch betreut. An diesem findet Adolf Gefallen und schenkt ihm ein Aquarell aus Wien. Wenig später stirbt seine Mutter.
Er mietet in Wien ein Zimmer bei einer aus Galizien stammenden freundlichen älteren Frau. Diese ist erfreut über Adolfs seriöses Auftreten. Doch vorerst spaziert er durch die Straßen Wiens und ist empört über das Elend der Obdachlosen und die vulgären Reden. Weiters steigt bei ihm das Missfallen an den Tschechen und Juden Wiens.
Als Adolf nach Linz zurückkehrt, lädt er Kubizek ein, nach Wien auf das Konservatorium zu kommen, und setzt durch, dass er und Kubizek das Zimmer bei der polnischen Frau gemeinsam bewohnen und den Klavierflügel unterbringen können. Beim Spaziergang bewundert Adolf die Quadrigen am Wiener Parlamentsgebäude. Im Reptilienzoo betrachten Adolf und Kubizek eine Schlange, die einen Vogel verschlingt. Dabei hat Adolf die Vision, die Fäulnis auszumerzen.
Bei einer Rede des Bürgermeisters Karl Lueger und des Führers der deutschnationalen Partei, Georg Ritter von Schönerer, wird der Rassenwahn und der Antisemitismus zur Sprache gebracht, wovon Adolf begeistert ist und auch seinen Freund Kubizek beim Antisemitenbund einschreiben lässt.
Während seines Aufenthaltes im Obdachlosenasyl machen sich seine Mitbewohner über seine Bildung lustig, darunter Jörg Lanz von Liebenfels, der die Rassenkunde präsentiert. Daraufhin kommt es im Asyl zu Streitigkeiten über Rassenmerkmale. In seinem Zimmer kontrolliert Adolf seine Körperteile mit Hilfe der Broschüre der Rassenkunde. Später ersucht er um Aufschub der Assentierung, da er sich weigert, zur Vielvölkerarmee einzurücken. Bei der Assentierung gesteht Adolf ein Lungenleiden und die Kommission stellt fest, dass er kein Prachtexemplar ist.
Als er nach München reist und die Stadt besichtigt, lobt er diese als „deutsche Kunststadt“. Er nimmt Quartier beim Schneider Popp. Wenig später erhält Popp einen Zeitungsbericht, der vom abgelaufenen österreichischen Ultimatum an Serbien handelt. Adolf ist über den beginnenden Ersten Weltkrieg hocherfreut.
Der Film endet mit einem gesprochenen Zitat, das Adolf Hitler 1924 in Mein Kampf festhielt.